# Morpho theseus
Morpho theseus is een vlinder uit de familie Nymphalidae. De wetenschappelijke naam van de soort is voor het eerst geldig gepubliceerd in 1860 door Achille Deyrolle.

## Verspreiding en leefgebied
Deze vlindersoort komt voor in de regenwouden in Mexico, Midden-Amerika en in noordelijk Zuid-Amerika tot Peru van zeeniveau tot 2000 meter hoogte.

## Bedreiging
Een bedreiging vormt een soort sluipvlieg, wiens parasiterende larven zich bevinden in het achterlichaam van het vrouwtje.